# Números camboyanos

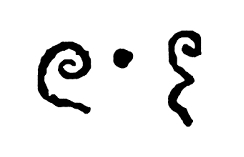
El número 605 en números Jémer, provenientes de las inscripciones de Sambor datadas en el año de 683 AD. Es el más temprano material conocido donde se hace uso del cero como una figura decimal.

Los números escritos en el jémer son numerales o símbolos numéricos que datan de al menos la más antigua inscripción epigráfica de los numerales Jémer en 604 AD, hallados en una estela en Prasat Bayang, en Camboya, localizada no muy lejos de Angkor Borei.

## Numerales

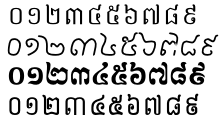
Algunos números jémer descritos en diferentes versiones tipográficas.

Siendo un derivado del sistema de numeración indo-arábigo, los números modernos camboyanos a su vez representan un sistema decimal de notación posicional. Es a la vez el primer sistema que evidencia el uso escrito del del cero como un símbolo o figura numérica, y que data su existencia y uso en el siglo séptimo, dos siglos antes de su uso en la India. Así mismo, el antiguo jémer, o el Jémer Angkoriano, a su vez disponía de símbolos separados para los números 10, 20, y 100. Cada múltiplo de 20 o de 100 requería de un símbolo o diferenciación adicional sobre el carácter, así el número 47 estaba compuesto del uso del símbolo del número 20 con una diferenciación adicional superior, seguido del símbolo para el número 7. Esta inconsistencia con el sistema de numeración decimal sugiere que los números hablados en el Jémer angkoriano eran de base vigesimal.
Así como en los idiomas Thai y Laosiano y sus versiones escritas, se cree que sus sistemas de numeración son derivados del Jémer antiguo, así mismo sus versiones modernas rememoran muy remotamente al anterior, lo que se demuestra en la tabla que a continuación sigue:
| Valor | Jémer | Thai | Lao |
| ----- | ----- | ---- | --- |
| 0     | ០     | ๐    | ໐   |
| 1     | ១     | ๑    | ໑   |
| 2     | ២     | ๒    | ໒   |
| 3     | ៣     | ๓    | ໓   |
| 4     | ៤     | ๔    | ໔   |
| 5     | ៥     | ๕    | ໕   |
| 6     | ៦     | ๖    | ໖   |
| 7     | ៧     | ๗    | ໗   |
| 8     | ៨     | ๘    | ໘   |
| 9     | ៩     | ๙    | ໙   |

## Numeración camboyana moderna
Los nombres hablados de los números en el camboyano moderno representan un sistema biquinario, ambos con base 5 y base 10 en el uso. por ejemplo, el número 6 (ប្រាំមួយ) está formado por la conjugación del número 5 (ប្រាំ) más la del número 1 (មួយ).

### Números del 0 al 5
En su mayor parte, la etimología de los números Jémer del 1 al 5 se derivan directamente del núcleo del idioma Mon–Jemer, con la excepción del número 0, que es tomado de la palabra śūnya en sánscrito.
| Valor cifral | Jémer | Palabra formada | IPA       | UNGEGN | ALA-LC | Otras/os | Notas/Referencias                                                                        |
| ------------ | ----- | --------------- | --------- | ------ | ------ | -------- | ---------------------------------------------------------------------------------------- |
| 0            | ០     | សូន្យ             | soun      | sony   | sūny   | soun     | de la palabra en Sánscrito śūnya                                                         |
| 1            | ១     | មួយ              | muəj      | muŏy   | muay   | mouy     | Antes de un clasificador, /muəj/ dicha palabra es reducida a /mə/ en el habla coloquial. |
| 2            | ២     | ពីរ              | piː (pɨl) | pir    | bīr    | pii      | También /pir/                                                                            |
| 3            | ៣     | បី               | ɓəj       | bei    | pī     | bei      |                                                                                          |
| 4            | ៤     | បួន              | ɓuən      | buŏn   | puan   | buon     |                                                                                          |
| 5            | ៥     | ប្រាំ              | pram      | prăm   | prâṃ   | pram     |                                                                                          |

- Algunos autores marcan alternativamente al símbolo [ɓiː] como la pronunciación para la palabra dos, y los otros símbolos como [bəj] y/o [bei] para la palabra tres.

- En las zonas fronterizas con Tailandia el número tres es tomado como un símbolo de buena suerte.[8] Pero, en Camboya éste número se toma (o su imagen); como un símbolo de mala suerte o de mala fortuna, así como se cree que el que va en el medio de un grupo de tres personas morirá prontamente.[9][10]

- Nota: Así como para el sistema de romanización[11] basado en el modelo del año 1972[12] con el que no hay muchas diferencias en su pronunciación, la anterior puede ser usada junto a la del sistema de romanización ALA-LCde este artículo.

### Números del 6 al 20
Como se mencionaba anteriormente, los números del 6 al 9 se construyen al añadir a cualquiera de los números entre 1 a 4 a la base numérica de 5 (ប្រាំ), así que el número 7 es literalmente construido de la suma del 5 y 2. Aparte de esto, el sistema jémer usa una base decimal, así pues; el número 14 se compone de la suma de los números 10 y 4, más que 2 veces 5 más 4; y el número 16 se construye de la suma 10+5+1.
Coloquialmente, la composición de los números del once al diecinueve podrían formarse del uso de la palabra ដណ្ដប់ [dɔnɗɑp] precedida por cualquier número del uno al nueve, así; el número 15 se compone así ប្រាំដណ្ដប់ [pram dɔnɗɑp], por encima del estándar ដប់ប្រាំ [ɗɑp pram].
| Valor cifral | Jémer | Palabra formada | IPA                   | UNGEGN    | ALA-LC    | Otras/os  | Notas/Referencias                                          |
| ------------ | ----- | --------------- | --------------------- | --------- | --------- | --------- | ---------------------------------------------------------- |
| 6            | ៦     | ប្រាំមួយ            | pram muəj             | prăm muŏy | prâṃ muay | pram muoy |                                                            |
| 7            | ៧     | ប្រាំពីរ            | pram piː (pram pɨl)   | prăm pir  | prâṃ bīr  | pram pii  |                                                            |
| 8            | ៨     | ប្រាំបី             | pram ɓəj              | prăm bey  | prâṃ pī   | pram bei  |                                                            |
| 9            | ៩     | ប្រាំបួន            | pram ɓuən             | prăm buŏn | prâṃ puan | pram buon |                                                            |
| 10           | ១០    | ដប់              | ɗɑp                   | dáb       | ṭáp       | dap       | en chino antiguo *di̯əp.                                    |
| 11           | ១១    | ដប់មួយ            | ɗɑp muəj              | dáb muŏy  | ṭáp muay  | dap muoy  | Coloquialmente មួយដណ្ដប់ [muəj dɔnɗɑp].                       |
| 20           | ២០    | ម្ភៃ              | mpʰej (məpʰɨj, mpʰɨj) | mphey     | mbhai     | mpei      | Contracción de /muəj/ + /pʰej/ (por ejemplo, uno + veinte) |

- En las composiciones del 6-9 en las que se usan al 5 como base, /pram/ alternativamente se puede pronunciar [pəm]; dándole origen a [pəm muːəj], [pəm piː], [pəm ɓəj], y al [pəm ɓuːən]. Esto es especialmente de uso real en los dialectos que eluden la pronunciación de la /r/ (como en el español hablado en Puerto Rico), pero no necesariamente se restringen a ello, como en el patrón que subsigue a la sílaba menor del patrón del idioma jémer.

### Números del 30 al 90
Los números jémer/camboyanos del treinta al noventa tienen muchas semejanzas a dos de los sistemas modernos de numeración usados en la península indochina, el sistema de numeración Thai y al cantonés. Es comúnmente aceptado que el Jémer ha copiado algunos del Thai, así los números en ambos son no productivos en el jémer (por ejemplo su uso es restringido y no pueden ser usados fuera del 30 y del 90) y llevan casi una secuencia uno-a-uno fonológicamente y su correspondencia es observable en la tabla de comparación inter-lingüística que a continuación se sigue.
Informalmente, al ser hablados se pueden escoger el omitir el final [səp] y aun así el número sigue siendo inteligible. For example, siendo posible al hablar hacer el uso [pɐət muəj] (ប៉ែតមួយ) en deferencia al número compuesto completo [pɐət səp muəj] (ប៉ែតសិបមួយ).
| Valor cifral | Jémer | Palabra formada | IPA      | UNGEGN   | ALA-LC    | Otras/os | Notas/Referencias |
| ------------ | ----- | --------------- | -------- | -------- | --------- | -------- | ----------------- |
| 30           | ៣០    | សាមសិប            | saːm səp | sam sĕb  | sām sip   | sam sep  |                   |
| 40           | ៤០    | សែសិប             | sɐe səp  | sê sĕb   | sae sip   | sae sep  |                   |
| 50           | ៥០    | ហាសិប             | haː səp  | ha sĕb   | hā sip    | ha sep   |                   |
| 60           | ៦០    | ហុកសិប            | hok səp  | hŏk sĕb  | huk sip   | hok sep  |                   |
| 70           | ៧០    | ចិតសិប            | cət səp  | chĕt sĕb | cit sip   | chet sep |                   |
| 80           | ៨០    | ប៉ែតសិប            | pɐət səp | pêt sĕb  | p″ait sip | paet sep |                   |
| 90           | ៩០    | កៅសិប             | kaw səp  | kau sĕb  | kau sip   | kao sep  |                   |

Comparación entre idiomas:
| Valor | Jemer | Thai | Thai antiguo | Lao  | Cantonés | Teochew | Min Nan       | Mandarín |
| ----- | ----- | ---- | ------------ | ---- | -------- | ------- | ------------- | -------- |
| 3 ‒   | *saːm | sam  | sǎam         | sãam | saam1    | sã1     | sa1 (sam1)    | sān      |
| 4 ‒   | *sɐe  | si   | sài          | sii  | sei3     | si3     | si3 (su3)     | sì       |
| 5 ‒   | *haː  | ha   | ngùa         | hàa  | ng5      | ŋou6    | go2 (ngo2)    | wǔ       |
| 6 ‒   | *hok  | hok  | lòk          | hók  | luk6     | lak8    | lak2 (liok8)  | liù      |
| 7 ‒   | *cət  | chet | jèd          | jét  | cat1     | tsʰik4  | chit2         | qī       |
| 8 ‒   | *pɐət | paet | pàed         | pàet | baat3    | poiʔ4   | pueh4 (pat4)  | bā       |
| 9 ‒   | *kaw  | kao  | jao          | kâo  | gau2     | kao2    | kau4 (kiu2)   | jiǔ      |
| 10 ‒  | *səp  | sip  | jǒng         | síp  | sap6     | tsap8   | tzhap2 (sip8) | shí      |

- Las palabras en paréntesis indican las pronunciaciones literarias, en las que las palabras precedidas con un asterisco son improductivas (por ejemplo, solo se sucede en composiciones específicas, pero no pudiendo ser descompuestas de la forma básica de los números).

### Números del 100 a los10,000,000
La numeración estándar derivada del idioma jémer que se inicia desde el número cien son los que se enlistan a cotinuación:
| Valor cifral | Jémer    | Palabra formada | IPA                   | UNGEGN     | ALA-LC     | Otras/os  | Notas/Referencias                       |
| ------------ | -------- | --------------- | --------------------- | ---------- | ---------- | --------- | --------------------------------------- |
| 100          | ១០០      | មួយរយ            | muəj rɔj (rɔj, mərɔj) | muŏy rôy   | muay ray   | muoy roy  | Adoptado del Thai ร้อย roi.              |
| 1 000        | ១០០០     | មួយពាន់            | muəj piːən            | muŏy peăn  | muay bân   | muoy poan | Adoptado del Thai พัน phan.              |
| 10 000       | ១០០០០    | មួយម៉ឺន            | muəj məɨn             | muŏy mœŭn  | muay muȳn  | muoy muen | Adoptado del Thai หมื่น muen.             |
| 100 000      | ១០០០០០   | មួយសែន            | muəj saːen            | muŏy sên   | muay s″ain | muoy saen | Adoptado del Thai แสน saen.             |
| 1 000 000    | ១០០០០០០  | មួយលាន            | muəj liːən            | muŏy leăn  | muay lân   | muoy lean | Adoptado del Thai ล้าน lan.              |
| 10 000 000   | ១០០០០០០០ | មួយកោដិ            | muəj kaot             | muŏy kaôdĕ | muay koṭi  | muoy kaot | Adoptado del Sánscrito y del Pali koṭi. |

Así como el [muəj kaot] មួយកោដិ es comúnmente usado para escribir la cantidad de diez millones, en algunas áreas se suele usar coloquialmente para referirse a la cantidad de mil millones (donde se hace más apropiado el uso de la forma [muəj rɔj kaot] មួយរយកោដិ).Pero para evitar la confusión, en algunos casos [muəj ɗɑp liːən] មួយដប់លាន es usado para referirse a la cantidad de diez millones, junto a [muəj rɔj liːən] មួយរយលាន para la cifra de cien millones, y la forma [muəj piːən liːən] មួយពាន់លាន para mil millones (que traduce en inglés: one billion).
Diferentes dialectos camboyanos a su vez emplean diferentes bases numéricas para la composición de cifras numéricas por encimas de mil. Una muestra de dicha costumbre puede observarse en la siguiente tabla:
| Valor         | Jémer      | Forma escrita | IPA              | UNGEGN          | ALA-LC          | Notas/Referencias                      |
| ------------- | ---------- | ------------- | ---------------- | --------------- | --------------- | -------------------------------------- |
| 10 000        | ១០០០០      | (មួយ)ដប់ពាន់      | (muəj) ɗɑp piːən | (muŏy) dáb peăn | (muay) ṭáp bân  | Literalmente "(un) diez mil"           |
| 100 000       | ១០០០០០     | (មួយ)ដប់ម៉ឺន      | (muəj) ɗɑp məɨn  | (muŏy) dáb mœŭn | (muay) ṭáp muȳn | Literalmente "(un) diez diez-mil"      |
| 100 000       | ១០០០០០     | មួយរយពាន់        | muəj rɔj piːən   | muŏy rôy peăn   | muay ray bân    | Literalmente "cien mil"                |
| 1 000 000     | ១០០០០០០    | មួយរយម៉ឺន        | muəj rɔj məɨn    | muŏy rôy mœŭn   | muay ray muȳn   | Literalmente "(un)-cien-diez-mil"      |
| 10 000 000    | ១០០០០០០០   | (មួយ)ដប់លាន      | (muəj) ɗɑp liːən | (muŏy) dáb leăn | (muay) ṭáp lân  | Literalmente "(un) cien diez-millones" |
| 100 000 000   | ១០០០០០០០០  | មួយរយលាន        | muəj rɔj liːən   | muŏy rôy leăn   | muay ray lân    | Literalmente "(un) cien millones"      |
| 1 000 000 000 | ១០០០០០០០០០ | មួយពាន់លាន        | muəj piːən liːən | muŏy peăn leăn  | muay ray bân    | Literalmente "(un) mil-millones"       |

### Contando frutos
Reminiscencias  de los vestígios del sistema de base 20 de los números jémeres angkorianos, el idioma camboyano moderno a su vez posee palabras separadas usadas para contar frutas y/o objetos o su agrupación, no como en el inglés o en el español, en donde se usan palabras para "docena", "gruesa", "atado", "arroba"; entre otras, para contar objetos como las manzanas o los huevos.
| Valor cifral | Jémer | Palabra formada | IPA           | UNGEGN    | ALA-LC    | Otras/os                                              |
| ------------ | ----- | --------------- | ------------- | --------- | --------- | ----------------------------------------------------- |
| 4            | ៤     | ដំប              | dɑmbɑː        | dâmbâ     | ṭaṃpa     | También escrito como ដំបរ (dâmbâr o ṭaṃpar)            |
| 40           | ៤០    | ផ្លូន             | ploːn         | phlon     | phlūn     | De la palabra pre-angkoriana "plon" (usada para "40") |
| 80           | ៨០    | ពីរផ្លូន           | piː~pɨl ploːn | pir phlon | bir phlūn | Literalmente "dos cuarenta"                           |
| 400          | ៤០០   | ស្លឹក             | slək          | slœ̆k      | slẏk      | De la palabra pre-angkoriana "400" ("cuatrocientos")  |

### Influencia del Sánscrito y del Pali
Como resultado de la prolongada influencia literaria proveniente de los idiomas sánscrito y del Pali, en el camboyano moderno ocasionalmente se han incorporado palabras para el conteo. Generalmente al hablar, aparte de unas pocas excepciones como en el caso de los números para el 0 y el 100 para los cuales el camboyano no tiene equivalencias, hay unas palabras que se encuentran restringidas a su uso literario, religioso, e histórico en los libros de texto que se suelen usar en las conversaciones y en sus temas diarios. Una razón para la declinación en el uso de dichos números se basa en el movimiento nacionalista jémer, emergido en los años 60, y que intentó retirar de us uso cotidiano todas aquellas palabras que tuvieran origen sánscrito o pali. El Jemer Rojo a su vez intentó limpiar el idioma al remover todas las palabras que fueran consideradas políticamente incorrectas.
| Valor    | Jémer Forma hablada | Jémer Forma escrita (Palabra) | IPA                  | UNGEGN      | ALA-LC      | Notas/Referencias                        |
| -------- | ------------------- | ----------------------------- | -------------------- | ----------- | ----------- | ---------------------------------------- |
| 10       | ១០                  | ទស                            | tʊəh                 | tôs         | das         | En el sánscrito, o en el pali dasa       |
| 12       | ១២                  | ទ្វាទស                          | tvietʊəh tvieteaʔsaʔ | tvéatôs(â)  | dvādas(a)   | En el sánscrito, o en el pali dvādasa    |
| 13 or 30 | ១៣ or ៣០            | ត្រីទស                          | trəj tʊəh            | trei tôs    | trǐ das     | En el sánscrito, o en el pali trayodasa  |
| 28       | ២៨                  | អស្តាពីស                         | ʔahsdaː piː sɑː      | ’asta pi sâ | qastā bǐ sa | En el sánscrito (8, aṣṭá-) (20, vimsati) |
| 100      | ១០០                 | សត                            | saʔtaʔ               | sâtâ        | sata        | En el sánscrito sata                     |

### Números Ordinales
Como en el Thai (ที่ thi) y en el vietnamita (thứ), el sistema de números ordinales jémer se forma también al colocar ទី [tiː] en frente de un número cardinal.
| Traducción (significado) | Jémer | IPA         | UNGEGN  | ALA-LC  | Otros   | Notas/Referencias |
| ------------------------ | ----- | ----------- | ------- | ------- | ------- | ----------------- |
| Primero                  | ទីមួយ   | tiː muəj    | ti muŏy | dī muay | ti muoy |                   |
| Segundo                  | ទីពីរ   | tiː piː~pɨl | ti pir  | dī bīr  | ti pii  |                   |
| Tercero                  | ទីបី    | tiː ɓəj     | ti bei  | dī pī   | ti bei  |                   |

## Números Angkorianos
Generalmente se asume que los números Angkorianos y pre-Angkorianos estaban representados por un sistema numérico de base doble (quincuavigesimal), con ambos sistemas; tanto el base 5 como el de base 20 en uso. A diferencia del jémer moderno, el el sistema decimal se ha visto ampliamente limitado en su uso, siendo los números para el diez y el cien incorporados de los números en chino y en sánscrito respectivamente. El Jémer Angkoriano a su vez usaba numeración en sánscrito para recordar y/o apuntar fechas, algunas veces mezclando este sistema con el usado por los Jémer originales, una práctica que aún persiste hasta el último siglo de su existencia.
Los números para veinte, cuarenta, y cuatrocientos pueden ir seguidos con un número multiplicador, con dígitos adicionales al final de la cantidad, así pues; el número 27 puede ser construido por la unión de veinte-uno-siete, o 20×1+7.
| Valor numérico | Jémer | Ortografía/Pronunciación | Notas/Referencias            |
| -------------- | ----- | ------------------------ | ---------------------------- |
| 1              | ១     | mvay                     |                              |
| 2              | ២     | vyar                     |                              |
| 3              | ៣     | pi                       |                              |
| 4              | ៤     | pvan                     |                              |
| 5              | ៥     | pram                     | (7 : pramvyar o pramvyal)    |
| 10             | ១០    | tap                      | chino antiguo *di̯əp.         |
| 20             | ២០    | bhai                     |                              |
| 40             | ៤០    | plon                     |                              |
| 80             | ៨០    | bhai pvan                | Literalmente "cuatro-veinte" |
| 100            | ១០០   | çata                     | En sánscrito (100, sata).    |
| 400            | ៤០០   | slik                     |                              |

## Números Proto-Jémer
El proto-jémer se supone es el ancestro hipotético del Idioma jémer moderno, el cual guarda varias usanzas y modismos de los que se hallan reflejados de varias de las lenguas Mon–jémer existentes. Al comparar ambos idiomas y sus sistemas de numeración con otras del las lenguas Mon–Jémer orientales (o Jémero-Viéticas) como el Peárico, el Proto-Viet–Muong, el Katúico, y el Bahnárico; es posible establecer las siguientes reconstrucciones para el Proto-jémer.

### Números del 5 al 10
Contrario a las formas posteriores de los números jémer, el proto-jémer posee una sola cifra decimal para su sistema de numeración. Los números del uno al cinco se corresponden con sus similares en el sistema jémer moderno y con el sistema del mon–jémer moderno que se ha propuesto, mas no así con los números del seis al nueve; que no tienen ningún equivalente que permanezca en el sistema de numeración moderno, con el número diez (*kraaj o *kraay) correspondiendo a la versión moderna para el número cien. Se encuentra muy comúnmente que la *k inicial, hallada en los números del seis al diez es un prefijo.
| Valor cifral | Jémer | Forma reconstruida | Notas/Referencias                                          |
| ------------ | ----- | ------------------ | ---------------------------------------------------------- |
| 5            | ៥     | *pram              |                                                            |
| 6            | ៦     | *krɔɔŋ             |                                                            |
| 7            | ៧     | *knuul             |                                                            |
| 8            | ៨     | *ktii              | Posee la misma raíz para la palabra «mano», *tii.          |
| 9            | ៩     | *ksaar             |                                                            |
| 10           | ១០    | *kraaj             | Corresponde a la forma actual /rɔj/ (cien, o una centena). |